# Tim Alexander
Tim "Herb" Alexander (ur. 10 kwietnia 1965 w Cherry Point w Karolinie Północnej) – amerykański perkusista. Alexander znany jest przede wszystkim z wieloletnich występów w grupie muzycznej Primus.
Muzyk współpracował ponadto z takimi grupami muzycznymi jak Puscifer, Fata Morgana, Attention Deficit, A Perfect Circle oraz Laundry. Alexander występował ponadto w grupie teatralnej Blue Man Group.

## Instrumentarium
| Bębny Tama Starclassic Performer - 18"x20" Bass Drum (SPB20EN) - 16"x18" Bass Drum (SPB18DN) - 6"x14" Starclassic G Maple Snare Drum (SGS146) - 8"x8" Tom Tom (SPT8D) - 9"x10" Tom Tom (SPT10A) - 10"x12" Tom Tom (SPT12A) - 14"x14" Floor Tom (SPF14D) - 14"x20" Gong Bass Drum - 16"x16" Floor Tom (SMF1616) - Octoban Low-Pitch Set(7850N4L) Osprzęt Tama - Iron Cobra Power Glide Single Pedal (HP900P) - Iron Cobra Lever Glide Hi-Hat Stand (HH905) - 1st Chair Ergo-Rider Drum Throne (HT741) | Talerze Zildjian - 9.5" & 6" Zil-Bells - 13" Z Custom Dyno Beat Hi-Hats - 18",17" & 16" A Medium Crashes - 18" A Rock Crash - 6" & 8" A splash - 12" A Special Recording Hi-Hats - 13" A New-Beat Hi-Hats - 18" Oriental China Trash - 22" K Custom Ride Pałki Zildjian - Tim Alexander Artist Series (16"-0.53") |